# Departamento de Economía de la Salud
El Departamento de Economía de la Salud (DESAL) es un organismo público chileno, dependiente del Ministerio de Salud (Minsal), a través de la División de Planificación Sanitaria (DIPLAS) de la Subsecretaría de Salud Pública. Su función es entregar elementos técnicos, desde el campo de la economía de la salud, para la toma de decisiones sobre políticas del sector. Está dirigido actualmente por la ingeniera comercial Romina Leal Rojas.

## Historia
El Departamento de Economía de la Salud (DESAL) se creó formalmente en la estructura ministerial con la entrada en vigencia de las leyes de reforma a la salud, en 2005. No obstante, desde comienzos de 2003 se creó al interior de la antigua «División de Planificación y Presupuesto» una «Unidad Asesora en Economía de la Salud», la cual fue suprimida con el establecimiento del Departamento.
Con la institucionalidad del trabajo en economía de la salud al interior del Ministerio de Salud, se ha dado un paso importante en el fortalecimiento de la capacidad de análisis, estudios e investigación de la autoridad sanitaria nacional y particularmente de su rol rector.

## Misión y visión
La misión que se propone el organismo es «colaborar en el ejercicio de la función de rectoría del Ministerio de Salud generando estadísticas e investigación económica en salud, para la formulación y evaluación de políticas, planes y programas de salud que se enfoquen en aquellas áreas relativas al financiamiento, aseguramiento, provisión, asignación de recursos y desempeño del sistema, entre otras materias afines, resguardando los criterios de equidad, eficiencia y sostenibilidad financiera».
Asimismo, la visión es «ser el referente técnico, analítico y estratégico de los temas de economía de la salud y estadísticas económicas a nivel nacional e internacional, reconocido por las autoridades sanitarias y otras instituciones».

## Funcionamiento
La economía de la salud es una disciplina derivada de la economía del bienestar, que tiene su origen en la década de 1960, y que desde sus inicios ha centrado el objeto de su estudio en la asignación de recursos que resultan insuficientes para dar cuenta de las necesidades sanitarias. Se centra en la producción de servicios de salud, ya sea en el contexto de un individuo o una población. La disciplina utiliza herramientas de la ciencia económica para evaluar, medir y comparar los costos y resultados al interior de los sistemas de atención de salud, entregando importantes insumos para la toma de decisiones en el ámbito de la asignación de recursos.
La plataforma considera aspectos de financiamiento, evaluaciones económicas (también denominada fármaco-economía), y otros atingentes al desarrollo del sector y políticas públicas, permitiendo que se incorporen los elementos de eficiencia, eficacia y equidad que se requieren. Esta disciplina busca ser un nexo entre los aspectos propios de la medicina y su ámbito económico, aplicando formas económicas al pensamiento sanitario. El verdadero fin de la disciplina es maximizar la salud de la población atendiendo a los limitados recursos existentes.
El Departamento de Economía de la Salud busca implementar estos conceptos a través de las siguientes líneas de trabajo:
- Régimen GES
- Financiamiento y Desempeño del Sistema de Salud
- Estadísticas Económicas en Salud
- Mercado de Medicamentos
- Evaluación Económica de Intervenciones en Salud

## Organización
El Departamento de Economía de la Salud está compuesto de la siguiente manera:
- Oficina de Estudios Económicos en Salud (ESS)
- Oficina de Información Económica en Salud (IES)

## Nota
1. ↑  Dependiente de la antigua «División de Planificación y Presupuesto», de la Subsecretaría de Salud.